# 神戸市バス須磨営業所
神戸市営バス須磨営業所（こうべしえいバスすまえいぎょうしょ）は、神戸市須磨区古川町にかつて存在していた、神戸市営バスの営業所である。現在の最寄バス停は鷹取町である。配置車両に表示されている営業者を表す記号は「須」であった。
主として須磨区南部を通る路線を担当していた。

## 沿革
- 2005年3月31日 閉所

## 廃止時所管路線

### 8系統
松原営業所が担当になったのち、２０１１年に廃止

### 61系統
松原営業所が担当になったのち、阪急バスへ移管

### 80系統
現在は松原営業所が担当

### 81系統
現在は松原営業所が担当

### 85系統
松原営業所が担当になったのち、２０１４年に廃止

## 撤退路線

### 10系統
運行していた区間
- 三宮駅 - 市役所前 - 神戸駅 - 中央市場前 - 和田岬 - 金平町 - 大橋 - 千歳町 - 板宿

概要
当系統は、三宮駅と板宿駅との間を、海手経由で結んでいた路線であった。
1987年5月に都市新バスシステムに認定され、車両や停留所などのグレードアップが図られた。愛称は「かもめライン」。特に車両については、従来の市バスの塗装とは異なる塗装とし、かもめラインのロゴを掲出して運行されていた。また、当系統に充当する車両は、既存の車両であっても塗装変更が施された。
2001年7月の神戸市営地下鉄海岸線の開業により、ほぼ全区間にわたって並走することから、廃止となった。
廃止後も、当系統が経由していた一部のバス停にかもめラインのロゴが残存している。

## 車両
いすゞ自動車製で統一されていた関係で、須磨営業所所属の車両の車両番号はいすゞ自動車製に割り当てられる300-599を使用していた。また、先述の10系統に充当する車両は、前面は緑単色で側面は標準色の色配置を反転させたような色配置でさらに下部と窓上部に水色が付け加えられた独自の塗装をまとっているほか、このカラーで新製導入した車両は座席モケットも一般車と大きく異なっていた。10系統の廃止後もこの塗色はしばらく残っていたものの順次塗装変更されて消滅したが、座席モケットはそのままであり、前面の神戸市章は一般車よりもやや大きく、市章を囲うひし形がない点で判別は容易だった。
このほかに61系統に充当する車両は警戒色として前面の白い部分がオレンジ色になっていた。
1995年に神戸市バスで初めてワンステップバスが2台(341・342号車。いずれもいすゞ・ジャーニーK・U-LR332Jで、車体は西日本車体工業。)導入されたが、この2台の新製配置は須磨営業所だった。この2台は、試験的にオフセットシートが採用されていたが、不評だったのか後に導入された車両には採用されず、オフセットシートはこの2台のみとなった。また、いすゞ以外の車両は日野自動車製のみで1999年にブルーリボン3ドアノンステップバス(須磨営業所初のノンステップバス)が3台、2001年にブルーリボンシティーワンステップバスが2台導入されただけとなっている。
2001年に日野車が2両導入されたあとは新車導入が一切なかったが、2004年にいすゞ・エルガミオが1台(448号車)導入され、これが須磨営業所最後の新製車となった。
須磨営業所の廃止後は、松原営業所と統合する関係で、ほとんどの車両が松原営業所に転属して活躍していたが、排ガス規制によって廃車が進行していき、先述のエルガミオは2011年に神戸交通振興に譲渡されたため、2012年12月の段階で須磨営業所に新製配置された車両は日野車2台を残すのみとなったが、2013年5月の神戸市北区の神戸市バス一部路線撤退に伴い2台が阪急バスに譲渡された。この譲渡により、須磨営業所に新製配置された車両が神戸市バスから消滅した。

## 現在
須磨営業所の跡地には、スーパーマーケットのマルアイが進出した。また、最寄である停留所鷹取町停留所の案内は、「鷹取町（マルアイ前）」となっている。